# 新世纪福音战士2
《新世纪福音战士2》是《新世纪福音战士》系列的一款模拟游戏。由Alfa System开发，万代发行。
遊戲的名稱由原作（TV版）的導演庵野秀明決定，他表示：「我自己沒有打算製作《新世紀福音戰士》的續集，但我認為如果玩家透過遊戲各自創造屬於自己的『2』，那會是一件很好的事情。」此外，英文標題中也使用了複數形式的"S"（EVANGELIONS），以表達「每個人都可以創造屬於自己的版本」的意思。

## 历史
2003年11月20日发售PS2版。
2006年4月27日以标准版和10周年纪念套裝双版本的形式发售PSP平台的移植版《新世纪福音战士2 人造世界 -another cases-》。移植版在原版的基础上追加了原创剧情、使徒战、新的可操作角色等内容。10週年紀念套裝除了遊戲本身外，還附有兩張通用媒體光碟，收錄了1997年上映的動畫電影《新世紀福音戰士劇場版》中的《DEATH(TRUE)²》和《Air/真心為你》。

## 遊戲內容
在遊戲中，玩家將扮演《新世紀福音戰士》中的一名角色（PS2版初期僅能選擇碇真嗣）進行活動。這款遊戲的主要目的是讓玩家以動畫角色的身份在那個世界中生活。除了作為EVA駕駛員或NERV指揮官參與與使徒的戰鬥外，遊戲中並沒有其他「必須要做的事情」。此外，由於登場的使徒等內容會根據「庵野AI」進行自動設定，加上角色可能會因死亡而中途退出，因此，除了一些固定的劇情事件外，遊戲內容不會完全遵循動畫本篇的劇情。
在PSP版中，初期可選擇的角色有真嗣、綾波零和明日香三人。遊戲包含了四個劇情可供玩家從一開始就進行遊玩，其中包括以真嗣為主角並基本遵循動畫本篇發展的教學劇情。
雖然遊戲的核心部分與同樣由Alfa System製作的《高機動幻想》設計相似，但在這款遊戲中，製作團隊更重視角色之間的關係，而非角色能力本身，這也是為了契合《新世紀福音戰士》這個作品而進行的改變。

### 庵野AI
影響劇情展開的重要AI。它時刻監視整個世界並施加影響，甚至影響使徒出現的時間和哪個使徒會出現。在這款遊戲中，它可以被稱為「神」的存在。由於其設計是以庵野秀明的思維為藍本，因此得名。在本作中，使徒的出現與擊退被作為一個「話數」來劃分。根據玩家在當前話數中的行動趨勢，決定下一話的庵野AI趨勢，並且會影響下一話內發生的事件以及角色的心理趨勢等。

### AI與記憶
每個角色都有AI決定的行動設定，並根據遊戲中的事件記憶來影響他們的行動。記憶的範圍與傾向因角色而異，根據年齡或角色形象等設定。

### 結局
無論處於何種狀態，只要特定日期（期間因遊戲的展開而異）過去，遊戲將進入舊劇場版的高潮劇情，從戰略自衛隊的強襲開始，最終不論EVA量產機戰的勝敗結果，都會迎來啟動人類補完計劃的結局。然而，在PSP版中，每個劇本都有特定目標，多數情況下達成目標後，可以進入不同於上述情況的結局展開。PS2版中也有一些特殊的結局。此外，無論是PS2版還是PSP版，只要滿足一定條件，玩家角色將逐漸增加。PS2版中可以透過隱藏指令來達成，而在PSP版中只能透過遊戲進度解鎖，最終可以將所有主要登場人物變為可操作角色。

### 日常生活
玩家需要注意角色各自的參數（飢餓感、口渴感、清潔感、尿意、睡意）來過日常生活。此時，存在一個稱為「A.T.」的數值，該數值越高，角色心情越好，會以更愉快的心情與其他角色交談，甚至做出平時不會做的行為。A.T.主要透過做出或受到好的行為來提高（例如，送禮物給他人並讓對方感到開心、被邀請一起吃飯等）。對於EVA駕駛員來說，A.T.的高低直接影響到EVA的攻擊力與防禦力，因此日常應該保持較高的A.T.，但如果A.T.過高且固定不變，行動會變得有限，導致遊戲過程單調。

另外，在PSP版中，除了A.T.以外，還新增了「衝動」（インパルス）數值。這個數值通常與A.T.相反，通過做出或遭受到不好的行為（例如對其他角色冷漠、被其他角色冷落或對牆壁發洩怒氣等）來提升，但當A.T.較高時，衝動的提升會變得困難。要執行特定行動或對他人表現友好時，需要消耗衝動，過度提升A.T.會導致無法積累足夠的衝動，使得行動受到極大限制，反而處於不利狀態。因此，玩家需要注意A.T.與衝動的平衡，不要過於偏頗。衝動的最大值因角色而異，並且根據一天內消耗的衝動量，翌日會相應增加最大值（最大限度為300）。在擊敗使徒後，翌日雖然不會增加最大值，但衝動值會回復到當前的最大值。

日常生活的期間明確劃分，雖然會受劇本等影響，但遊戲基本上只會體驗到每次使徒襲來前大約1到2天的時間。PSP版中還新增了戰鬥開始前的倒計時顯示。

### 戰鬥
當日常生活的期限結束後，使徒來襲，遊戲將轉入戰鬥場面。雖然使徒與原作中的相同，但除了PSP版的「使徒、襲來」劇本外，除最初擊破的使徒外，各劇本中的使徒襲來順序完全隨機。戰鬥中被破壞的城市，需要由葛城美里申請修復預算，且恢復速度相當緩慢。若玩家扮演的是碇真嗣等EVA駕駛員角色，需在美里的指示下操控EVA與使徒戰鬥（雷達無法覆蓋整個城市，僅在與友軍接觸或進行戰鬥時間歇性顯示），直至擊敗使徒。若EVA被使徒破壞或受損，角色將進入住院狀態（重傷或輕傷），最糟情況下可能死亡。若綾波零死亡，且她不是玩家角色，將被視為「重傷」，並會有新的綾波零送達。若玩家角色死亡，遊戲將結束。若玩家扮演美里角色，則需根據間歇性顯示的使徒信息來指揮EVA駕駛員擊敗使徒。此外，戰鬥結束後，還需要處理如第三新東京市的損害處理報告、向日本政府申請EVA及城市修復費用等事務。如果忽視這些工作，可能會導致武裝大樓無法修復，從而在與使徒的戰鬥中處於不利地位。

若玩家扮演的是對戰鬥無影響的角色（如加持良治等），戰鬥場景將不會出現，僅以報告形式結束戰鬥，戰果根據EVA駕駛員和EVA的狀態計算得出。如果此時EVA駕駛員的A.T.值極低，或者駕駛員住院導致EVA無法出擊，當使徒出現時，將直接判定為敗北，並進入第三次衝擊發生的結局（實際上是遊戲結束）。

### 機密情報
本作的一個特殊魅力在於，詳細揭示了電視版與舊劇場版時期《新世紀福音戰士》的世界設定及其相關謎題的解答。這些資訊可通過遊戲內的活動獲取，逐步填補資料庫。這些設定並非由遊戲開發方自行創造，而是根據庵野秀明導演的訪談內容整理，由當時的GAINAX監修完成，並與相關書籍中披露的初期設定相符。

在PSP版中，根據玩家選擇的角色，有時需要收集一定數量的機密情報才能完成劇本。然而，當玩家過度了解機密情報時，會在特定條件下觸發事件，使玩家成為暗殺目標。若在事件中玩家角色未能抵抗暗殺而死亡，則遊戲將結束。

## 登场角色
- 碇真嗣（緒方惠美 配音）
- 綾波零、碇唯、片片（林原惠 配音）
- 惣流·明日香·蘭格雷（宮村優子 配音）
- 葛城美里（三石琴乃 配音）
- 碇源堂（立木文彦 配音）
- 冬月耕造（清川元夢 配音）
- 加持良治（山寺宏一 配音）
- 鈴原東二（關智一 配音）
- 相田劍介、劍介的父親（岩永哲哉 配音）
- 洞木光（岩男潤子 配音）
- 伊吹摩耶、鈴原夏美（長澤美樹 配音）
- 赤木律子（山口由里子 配音）
- 青葉茂（子安武人 配音）
- 日向誠（結城比呂 配音）
- 渚薰（石田彰 配音）
- 基路·洛侖茲（麥人 配音）
- 時田史郎（大塚芳忠 配音）
- 赤木直子（土井美加 配音）
- 諜報部員（長嶝高士 配音）
- 店員（永野廣一 配音）
- 男操作員（川島得愛 配音）
- 女操作員（高木禮子 配音）

## 销量
PS2版预估的发售当月的销量为139370份。PSP版的总销量为44922份。

## 書籍
- 新世纪福音战士2 攻略指南（新世紀エヴァンゲリオン2 攻略ガイド，角川書店） - 2003年11月發售
- 新世纪福音战士2・大師指南（新世紀エヴァンゲリオン2 ザ・マスターガイド，MediaWorks） - 2003年11月發售
- 新世纪福音战士2・完全指南（新世紀エヴァンゲリオン2 ザ・コンプリートガイド，MediaWorks） - 2004年3月發售
- 福音戰士百科全書（ENCYCLOPEDIA EVANGELIONS，富士見書房） - 2004年5月發售
- 新世紀福音戰士2 人造世界 -another cases- 完美指南（新世紀エヴァンゲリオン2 造られしセカイ -another cases- パーフェクトガイド，角川書店） - 2006年7月發售